# Litsea salicifolia
Litsea salicifolia (J. Roxb. ex Nees) Hook. f. – gatunek rośliny z rodziny wawrzynowatych (Lauraceae Juss.). Występuje naturalnie w północnej Tajlandii. 

## Morfologia
PokrójZimozielone drzewo dorastające do 10 m wysokości.
LiścieMają kształt od eliptycznego do lancetowatego. Mierzą 7,5–16 cm długości oraz 2–5 cm szerokości. Blaszka liściowa jest o ostrym wierzchołku. Ogonek liściowy jest owłosiony i dorasta do 6–25 mm długości.
KwiatySą jednopłciowe, zebrane w gęste wiechy.

## Biologia i ekologia
Roślina dwupienna.